# Джоржина Поуп Єтман
Джорджина Поуп Єтман (26 червня 1902 — жовтень 1982) — американська архітекторка. У 1936 році вона стала першою жінкою, яка обійняла посаду директора з архітектури міста Філадельфія, штат Пенсильванія. На той час це було третє за величиною місто у Сполучених Штатах..

## Роки становлення
Вона народилася 26 червня 1902 року в Ардслі, штат Нью-Йорк,  у родині видатного гірничого інженера Поупа Єтмана.
Випускниця школи Шиплі (Брін-Мор, Пенсільванія, 1919) ,  Єтман здобула ступінь молодшого спеціаліста в Пенсильванському університеті (1922). Після відмови університету надати їй ступінь бакалавра архітектури, вона закінчила Массачусетський технологічний інститут (MIT) у 1925 році.

## Авіаційна підготовка та робота
Після закінчення Массачусетського технологічного інституту Єтман пройшла навчання на пілота. У 1931 році вона отримала ліцензію приватного пілота та придбала сріблястий літак Waco, який використовувала для коротких ділових подорожей і поїздок до батьків у їхній літній будинок Чізелхерст, поблизу Джаффрі, штат Нью-Гемпшир.  Згідно з публікацією в газеті St. Petersburg Times за 1937 рік, «вона відкрила для себе новий погляд на архітектуру та сади з повітря, поєднавши це захоплення зі своєю професією».Серед її проєктів був, зокрема, архітектурний план Філадельфійського авіаційного заміського клубу.
Під час великої повені в Пенсильванії в 1936 році Єтман, за повідомленнями, літала до постраждалих районів, скидаючи харчі та ліки тим, хто вижив.

### Аварія
1939 року вона здійснила аварійну посадку свого літака на аеродромі Вінгз-Філд поблизу Коншогокена, штат Пенсильванія. Ліве колесо та частина шасі були відірвані під час зльоту з аеропорту Бофорт (Північна Кароліна), коли літак зачепив корінь, що виступав зі злітно-посадкової смуги. Після повідомлення про ситуацію місцевим посадовцям Єтман пролетіла майже дві години до Пенсильванії, де попросила дозволу на аварійну посадку. Прокотившись на одному колесі 15 футів, вона безпечно зупинила літак, усі пасажири залишилися неушкодженими.

## Архітектура та кар'єра на державній службі
Свою архітектурну кар'єру Єтман розпочала в бюро Bissell & Sinkler, ставши однією з лише чотирьох жінок у Пенсильванській Співдружності, які мали ліцензію архітектора.  Згодом вона розпочала власну практику, фактично очоливши офіс Bissell & Sinkler.
У січні 1936 року Єтман було призначено директоркою Департаменту міської архітектури Філадельфії, і вона обіймала цю посаду протягом чотирьох років. Також вона входила до міської Ради з питань зонування, а ще — до спеціальної комісії, створеної мером для нагляду за трансформацією муніципального аеропорту на острові Хог у багатофункціональний авіаційно-залізнично-морський термінал.
У квітні 1936 року Єтман закликала своїх колег по Раді з зонування перекласифікувати частину вулиці Клінтон — з комерційної зони на житлову (клас D-1), щоб зберегти історичний характер району
З річною зарплатнею в розмірі 8000 доларів вона стала першою жінкою, яка очолила міський відділ архітектури
Після завершення терміну перебування на цій посаді у грудні 1940 року, мер повторно призначив її до Ради з питань зонування ще на три роки. 

### Архітектурні проекти
Згідно з газетою «St. Louis Post-Dispatch», список проектів Єтман станом на січень 1936 року включав плани щодо:  
- Меморіальний парк Девіса, Чарльстон, Західна Вірджинія;
- Пенсильванська епілептична лікарня та колоніальна ферма;
- Філадельфійський авіаційний заміський клуб;
- Філадельфійська школа трудотерапії .

Єтман також розробила плани житлового комплексу, збудованого поблизу Паолі, штат Пенсильванія, а також прибудови до школи Оукберн, окремих приватних будинків і житлових об’єктів у штатах Нью-Гемпшир та Вірджинія. Вона була авторкою проєкту прибудови до своєї альма-матер — школи Шиплі.
Як член Американської асоціації архітекторів, а також рад директорів Філадельфійської житлової асоціації та Асоціації Октавії Гілл, Єтман брала активну участь у професійній і громадській діяльності. Крім того, вона працювала архітектурною консультанткою філадельфійського відділення Асоціації молодих християнок (YWCA).

## Особисті інтереси
Зареєстрована як членкиня Демократичної партії, Єтман, за повідомленнями, захоплювалася верховою їздою.
У листопаді 1936 року вона придбала в Чиказького університету близько 25 000 акрів землі в окрузі Картерет, штат Північна Кароліна. Цю місцевість, яку описували як «непридатну для обробітку», вважали притулком для дикої природи — там мешкали ведмеді, олені та перепілки.

## Смерть
Джорджина Поуп Єтман померла 30 жовтня 1982 року у своєму будинку в Північній Кароліні. Після неї залишилися сестра, дві доньки та онук. Похорон відбувся в Північній Кароліні